# Олівія Кіттеридж
«Олівія Кіттеридж» (англ. Olive Kitteridge) — роман американської письменниці Елізабет Страут, написаний 2008 року. У романі представлений портрет головної героїні та ряду повторюваних персонажів у прибережному містечку Кросбі, штат Мен. Роман складається з 13 коротких оповідань, які взаємопов'язані, але переривчасті з точки зору оповіді. У 2019 році вийшов сиквел «Olive, Again» (дослівно, «Олівія, Знову»).

## Сюжет
Олівія Кіттеридж, вчителька на пенсії, безжально критикує зміни в рідному містечку Кросбі, та не завжди помічає, як змінюються люди, які її оточують: колишній студент, що втратив бажання жити, дорослий син, якого тероризує її ірраціональна чутливість, і нарешті — її чоловік Генрі, для якого їхній шлюб є водночас благословенням і прокляттям.

## Оповідання

### «Аптека»
Перша історія розповідає про Генрі Кіттеріджа, фармацевта з міста Кросбі і чоловіка Олівії, і його стосунки з працівницею Деніз Тибодо. Генрі мріє подбати про Деніз після смерті її чоловіка, хоча він все ще любить свою сварливу дружину Олівію. Джері Маккарті, доставник, робить пропозицію Деніз, і пара переїжджає до Техасу.

### «Приплив»
Кевін Коулсон повертається до Кросбі, де він виріс, плануючи поїхати в будинок свого дитинства і покінчити життя самогубством. Сидячи у своїй машині, до нього підходить Олівія Кіттерідж, його колишня вчителька математики, яка сідає в машину і відверто говорить з ним про самогубство його матері багато років тому і самогубство її власного батька. Кевін вирішує не здійснювати свій план.

### «Піаністка»
Енджі О'Міра, яка грає на фортепіано в місцевому барі, алкоголічка, яка може виступати перед людьми лише в нетверезому стані. Одного зимового вечора вона бачить свого колишнього хлопця Саймона в аудиторії й телефонує своєму одруженому коханцю, Малькольму, щоб розірвати їхні стосунки. Пізніше Саймон розповідає Енджі, що її мати, повія, пішла за Саймоном і зробила йому пропозицію. Вона думає, що він бреше через невдоволення власним життям.

### «Невеличкий поштовх»
Єдина дитина Олівії, Крістофер, нарешті одружується у віці 38 років. Олівія вважає весілля приголомшливим, оскільки вона дуже близька з Крісом. Вона чує, як його нова наречена Сью висміює сукню, яку носить Олівія, і натякає, що Олівія непроста людина. Розлючена, Олівія краде й псує частину одягу Сью, отримуючи невеликий сплеск щастя, від якого вона залежить, щоб зробити власне життя вартим того, щоб жити.

### «Голодування»
Гармон, який керує місцевим господарським магазином, починає роман з вдовою Дейзі Фостер після того, як його дружина Бонні повідомляє йому, що більше не цікавиться сексом. Гармон спостерігає за Тімом Бернемом та його дівчиною Ніною і заінтригований їх розкутим ставленням до наркотиків і сексу. Коли Тім залишає Ніну, вона йде до Дейзі за допомогою і розуміє, що хвора на анорексію. Олівія, Гармон і Дейзі намагаються допомогти Ніні, але врешті-решт вона переносить рецидив і помирає. Ці події змушують Гармона зрозуміти, що він закоханий у Дейзі, і він орендує колишній будинок Тіма та Ніни, готуючись покинути Бонні.

### «Інший шлях»
Олівія згадує про випадок, коли вона зупинилася в невеликому відділенні невідкладної допомоги, щоб скористатися їхньою ванною. Попри те, що їй не стало погано, її переконали пройти обстеження. Олівія і Генрі були всередині, коли двоє молодих людей увірвалися в лікарню в пошуках наркотиків. Перебуваючи в заручниках разом із медсестрою та лікарем, Генрі та Олівія почали сваритися: Олівія зневажила матір Генрі, а Генрі став на бік медсестри, коли Олівія дорікала їй за молитву. Після їхнього порятунку між подружжям залишається напруга, і Олівія думає про те, як на їхні стосунки вплинув цей випадок у лікарні.

### «Зимовий концерт»
Джейн і Боб Холтони, пара пенсіонерів, зустрічаються з батьками друзів своєї дочки на концерті. Джейн знає, що одна з їхніх дочок зробила аборт. У розмові пара згадує, що побачила Боба в аеропорту Маямі. Вдома Джейн протистоїть Бобу, який зізнається, що чотири роки тому його колишня коханка зв'язалася з ним, оскільки у неї був рак грудей.

### «Тюльпани»
Син Олівії Кріс та його нова дружина переїхали до Каліфорнії. Через рік Кріс оголошує, що вони розлучаються, але він залишиться в Каліфорнії. Олівія і Генрі намагаються пристосуватися до життя на пенсії, але в Генрі стався інсульт і через це він змушений переїхати до притулку. Тепер Олівія живе сама і замислюється про самогубство. Отримавши лист зі співчуттями, Олівія відправляється відвідати Луїзу Ларкін. Луїза та її чоловік стали замкнутими після того, як їхній син Дойл вчинив вбивство. Луїза говорить про це з Олівією. Незабаром Олівія дає Генрі «дозвіл» на смерть, але він продовжує жити.

### «Кошик мандрівок»
Олівія допомагає налаштувати поминки Еда Бонні, адже Генрі зробив би це, якби був здоровий. Під час поминок Керрі Монро, двоюрідна сестра вдови Еда Марлен, напивається і влаштовує розгардіяш. Пізніше Олівія знаходить Марлен з Керрі, яка втратила свідомість. Марлен зізнається Олівії, що після смерті Еда Керрі зізналася, що раніше мала з ним роман. Вона просить Олівію позбутися кошика, наповненого брошурами, на які Марлен тепер не може дивитися.

### «Кораблик у пляшці»
Сестру Вінні Джулі залишив біля вівтаря її наречений Брюс, який каже їй, що хоче продовжувати зустрічатися, але не хоче одружуватися. Мати Джулі Аніта погрожує вбити Брюса і відмовитися від Джулі, якщо вона продовжить з ним стосунки після того, як він залишив її біля вівтаря. Однак, Джулі виїжджає на автобусі, щоб поїхати до Брюса в Бостон. Аніта знаходить записку, яку Джулі написала Вінні з проханням не допустити, щоб батьки дізналися про це, і Вінні розуміє, що тепер між нею та її матір'ю все не так, як було раніше.

### «Охорона»
Кріс одружився вдруге і зараз живе в Нью-Йорку. Він просить Олівію відвідати його, і вона йде, розуміючи, що запрошення Кріса — це лише спосіб змусити її допомогти з двома його маленькими пасинками. Олівія не любить нову дружину Кріса Енн, яка курить і п'є під час вагітності, але робить все можливе, щоб допомогти. Після одного інциденту Олівія каже Крісу, що хоче піти, і вони сваряться. Олівія залишає Нью-Йорк і повертається додому.

### «Злодійка»
Передостання історія зосереджується на Ребеці Браун, дочці міністра, у якої після смерті батька починає розвиватися клептоманія, і вона фантазує про спалювання речей.

### «Річка»
Після смерті Генрі Олівія зустрічає вдівця Джека Кеннісона, професора на пенсії, після того, як вона виявляє, що він знепритомнів на стежці. Олівія і Джек зав'язують дружбу, яка переростає в роман, попри їхні різні політичні переконання. Олівія починає з ним нові стосунки, розуміючи, що знайшла причину жити знову.

## Нагороди
У 2009 році роман виграв Пулітцерівську премію за художню книгу, а також був нагороджений іспанською премією Libreter та італійською Bancarella.

## Екранізація
У 2014 році роман був екранізований для платформи HBO у форматі мінісеріалу, який складався з чотирьох частин. Головну роль виконала відома американська акторка Френсіс Мак-Дорманд. Серіал отримав схвальні відгуки глядачів і кінокритиків та декілька номінацій на нагороди, зокрема, Золотий Глобус, Премію Гільдії кіноакторів США тощо.